# Modularer Längsbaukasten
Der Modulare Längsbaukasten, kurz MLB, ist ein Plattformkonzept mit längs zur Fahrtrichtung verbautem Antriebsstrang (Motor und Getriebe) der Volkswagen AG. Dieser Baukasten wurde bei Audi entwickelt und wird dort seit 2007 eingesetzt.
Vorteilhaft bei Längsmotoren ist der Umstand, dass die Reaktionsmomente des Motors bei Lastwechseln nicht die Nickbewegungen der Karosserie unterstützen, die durch die Abbremsung und Beschleunigung des Fahrzeugs entstehen, sondern senkrecht dazu liegen, was den Fahrkomfort merklich erhöht. Parallel zum Modularen Längsbaukasten existiert der Modulare Querbaukasten (MQB), der auf der technisch einfacheren Querbauweise basiert.
Der MLB wird flankierend zusammen mit weiteren Baukästen eingesetzt:
- Der Modulare Ottomotor-Baukasten (MOB) und der Modulare Diesel-Baukasten (MDB) sollen die Motorenentwicklung effizienter machen.[4]

- Der Modulare Produktionsbaukasten (MPB) wurde gleichzeitig mit dem MQB eingeführt, um die Produktion von Anbauteilen und Aggregaten in den Werken der Volkswagen AG zu standardisieren.

- Der Modulare Infotainment-Baukasten (MIB) ist für Assistenzsysteme, Radio, Navigation und Internetverbindung zuständig.[5]

## Fahrzeuge

### MLB
1. Generation des MLB – Start 2007 mit der ersten Generation des Audi A5.
| Hersteller | Baureihe                |
| ---------- | ----------------------- |
| Audi       | Audi A4 B8              |
| Audi       | Audi A5 8T              |
| Audi       | Audi A6 C7              |
| Audi       | Audi A7 C7              |
| Audi       | Audi A8 D4              |
| Audi       | Audi Q5 8R              |
| Porsche    | Porsche Macan (Typ 95B) |
| Volkswagen | VW Phideon              |
| Hongqi     | Hongqi H9               |

### MLBevo
2. Generation des MLB – Start 2015 mit der neuen Generation des Audi Q7.
| Hersteller  | Baureihe            |
| ----------- | ------------------- |
| Audi        | Audi A4 B9          |
| Audi        | Audi A5 F5          |
| Audi        | Audi A6 C8          |
| Audi        | Audi A7 C8          |
| Audi        | Audi A7L C8         |
| Audi        | Audi A8 D5          |
| Audi        | Audi A8L Horch D5   |
| Audi        | Audi e-tron GE      |
| Audi        | Audi Q5 FY          |
| Audi        | Audi Q7 4M          |
| Audi        | Audi Q8 4M          |
| Bentley     | Bentley Bentayga    |
| Lamborghini | Lamborghini Urus    |
| Porsche     | Porsche Cayenne III |
| Volkswagen  | VW Touareg III      |

## Weitere Baukästen und Plattformen des VW-Konzerns
- Modulare Querbaukasten (MQB) – Plattformkonzept mit quer eingebautem Antriebsstrang der Volkswagen AG.
- Modulare Standardantriebsbaukasten (MSB) – Plattformkonzept für Fahrzeuge mit Allrad- oder Hinterradantrieb.
- Modulare E-Antriebs-Baukasten (MEB) – Plattformkonzept für batterie-elektrische Autos der Volkswagen AG.
- Premium Platform Combustion (PPC) – Plattformkonzept für das „Premium“-Segment von Verbrennerfahrzeugen der Volkswagen AG.
- Premium Platform Electric (PPE) – Plattformkonzept für das „Premium“-Segment von Elektrofahrzeugen der Volkswagen AG.
- Scalable Systems Plattform (SSP) – soll als konzernweite Mechatronik-Plattform die Plattformen MQB, MLB, MSB sowie insbesondere MEB und PPE ablösen. Auf der SSP basierende reine Elektrofahrzeuge sollen ab 2026 produziert werden.[6][7]